# 御代田駅
御代田駅（みよたえき）は、長野県北佐久郡御代田町大字御代田にあるしなの鉄道しなの鉄道線の駅である。

## 歴史
- 1888年（明治21年）12月1日：官設鉄道の駅として開設[1]。
- 1971年（昭和46年）
  - 4月8日：貨物取扱廃止[2]。
  - 4月26日：南へ80メートルへ駅舎移転[3]。スイッチバック廃止[3]。
- 1981年（昭和56年）4月：業務委託駅となる[3]。
- 1984年（昭和59年）
  - 2月1日：荷物扱い廃止[2]。
  - この年：駅舎内に西軽井沢ケーブルテレビが開局[1]。
- 1987年（昭和62年）4月1日：国鉄分割民営化に伴い、東日本旅客鉄道（JR東日本）の駅となる[2]。

- 1997年（平成9年）10月1日：北陸新幹線開通に伴い、しなの鉄道に移管。
- 2026年（令和8年）春季：交通系ICカード「Suica」利用サービス開始（予定）[4]。

## 駅構造
相対式ホーム2面2線を有する地上駅。軽井沢方に横取線がある（旧駅舎と旧ホームがあった場所）。旧国鉄時代には単線でスイッチバック駅だったが、信越本線複線電化に伴い現在の場所にホームと駅舎が移動し、1971年にスイッチバックは廃止された。
御代田町が駅業務を受託する簡易委託駅。
駅舎内に日本一小さいテレビ局と言われる西軽井沢ケーブルテレビの局舎がある。午前7時台はホームが人で溢れかえるほど混雑する。

### のりば

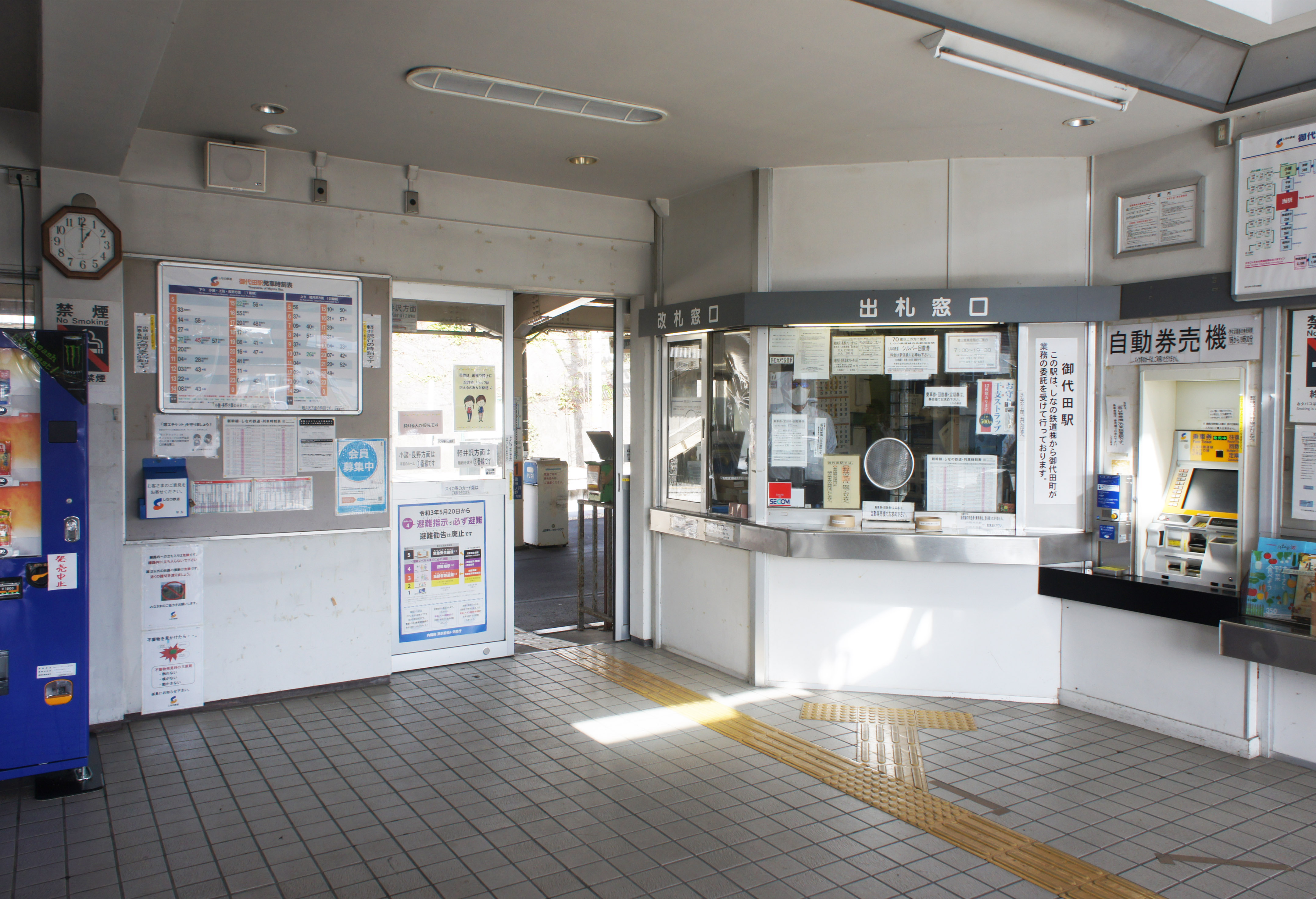
改札口（2021年10月）
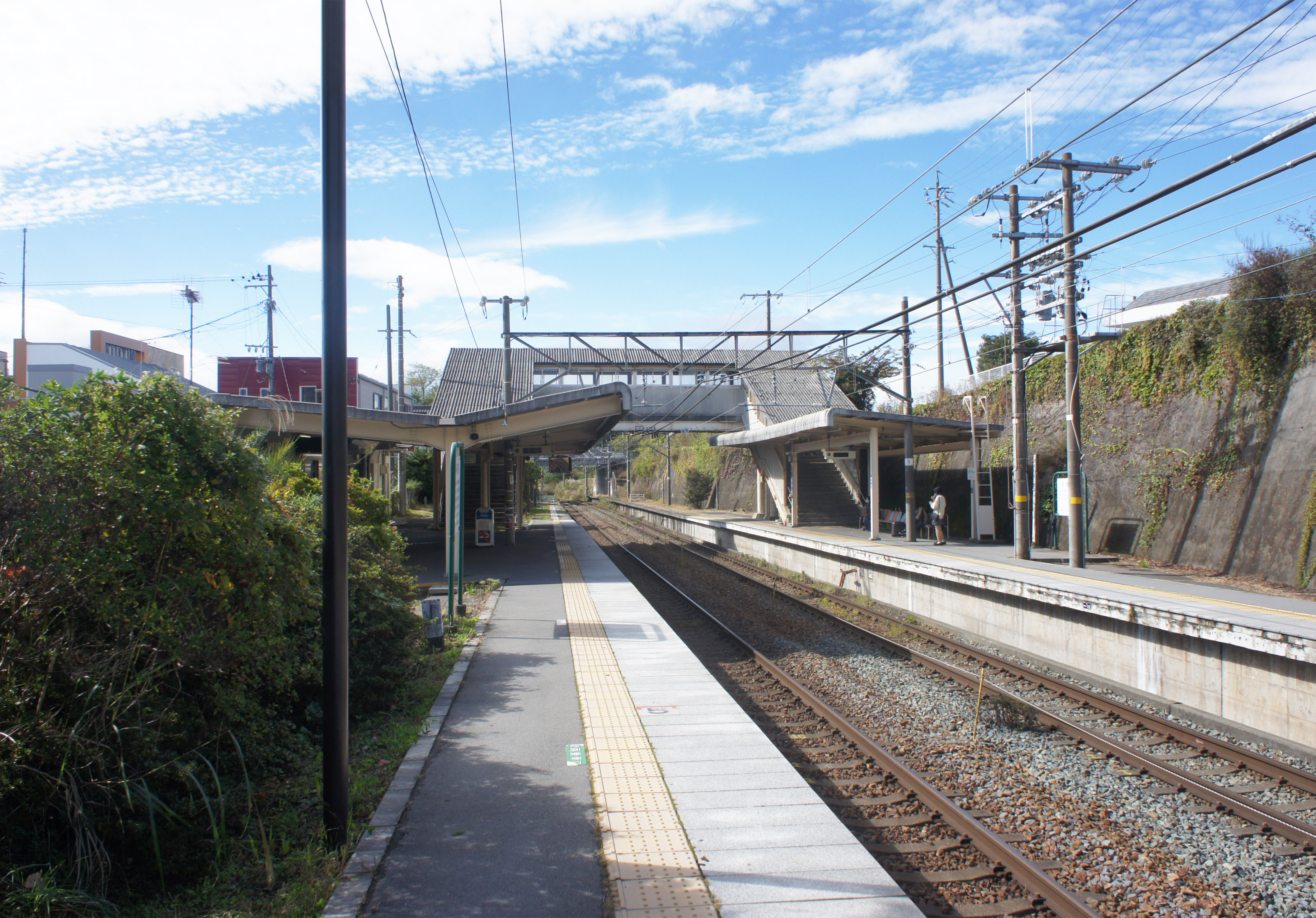
ホーム（2021年10月）

| 番線 | 路線          | 方向 | 行先       |
| ---- | ------------- | ---- | ---------- |
| 1    | ■しなの鉄道線 | 下り | 長野方面   |
| 2    | ■しなの鉄道線 | 上り | 軽井沢方面 |

（出典：しなの鉄道:駅構内マップ）
- 当駅には発車ベルが設置されている。

- 改札口（2021年10月）
- ホーム（2021年10月）

## 利用状況
「御代田町統計書」によると、2021年度（令和3年度）の1日平均乗降人員は1,348人である。
2001年度（平成13年度）以降の推移は以下の通り。
| 乗降人員推移       | 乗降人員推移     | 乗降人員推移 |
| 年度               | 1日平均 乗降人員 | 出典         |
| ------------------ | ---------------- | ------------ |
| 2001年（平成13年） | 1,399            | [ 御代田 1 ] |
| 2002年（平成14年） | 1,351            | [ 御代田 1 ] |
| 2003年（平成15年） | 1,333            | [ 御代田 1 ] |
| 2004年（平成16年） | 1,272            | [ 御代田 1 ] |
| 2005年（平成17年） | 1,278            | [ 御代田 1 ] |
| 2006年（平成18年） | 1,266            | [ 御代田 1 ] |
| 2007年（平成19年） | 1,234            | [ 御代田 1 ] |
| 2008年（平成20年） | 1,297            | [ 御代田 1 ] |
| 2009年（平成21年） | 1,230            | [ 御代田 1 ] |
| 2010年（平成22年） | 1,231            | [ 御代田 1 ] |
| 2011年（平成23年） | 1,273            | [ 御代田 1 ] |
| 2012年（平成24年） | 1,294            | [ 御代田 1 ] |
| 2013年（平成25年） | 1,359            | [ 御代田 1 ] |
| 2014年（平成26年） | 1,362            | [ 御代田 1 ] |
| 2015年（平成27年） | 1,474            | [ 御代田 1 ] |
| 2016年（平成28年） | 1,523            | [ 御代田 1 ] |
| 2017年（平成29年） | 1,566            | [ 御代田 1 ] |
| 2018年（平成30年） | 1,580            | [ 御代田 1 ] |
| 2019年（令和元年） | 1,592            | [ 御代田 1 ] |
| 2020年（令和02年） | 1,155            | [ 御代田 1 ] |
| 2021年（令和03年） | 1,348            | [ 御代田 1 ] |

## 駅周辺

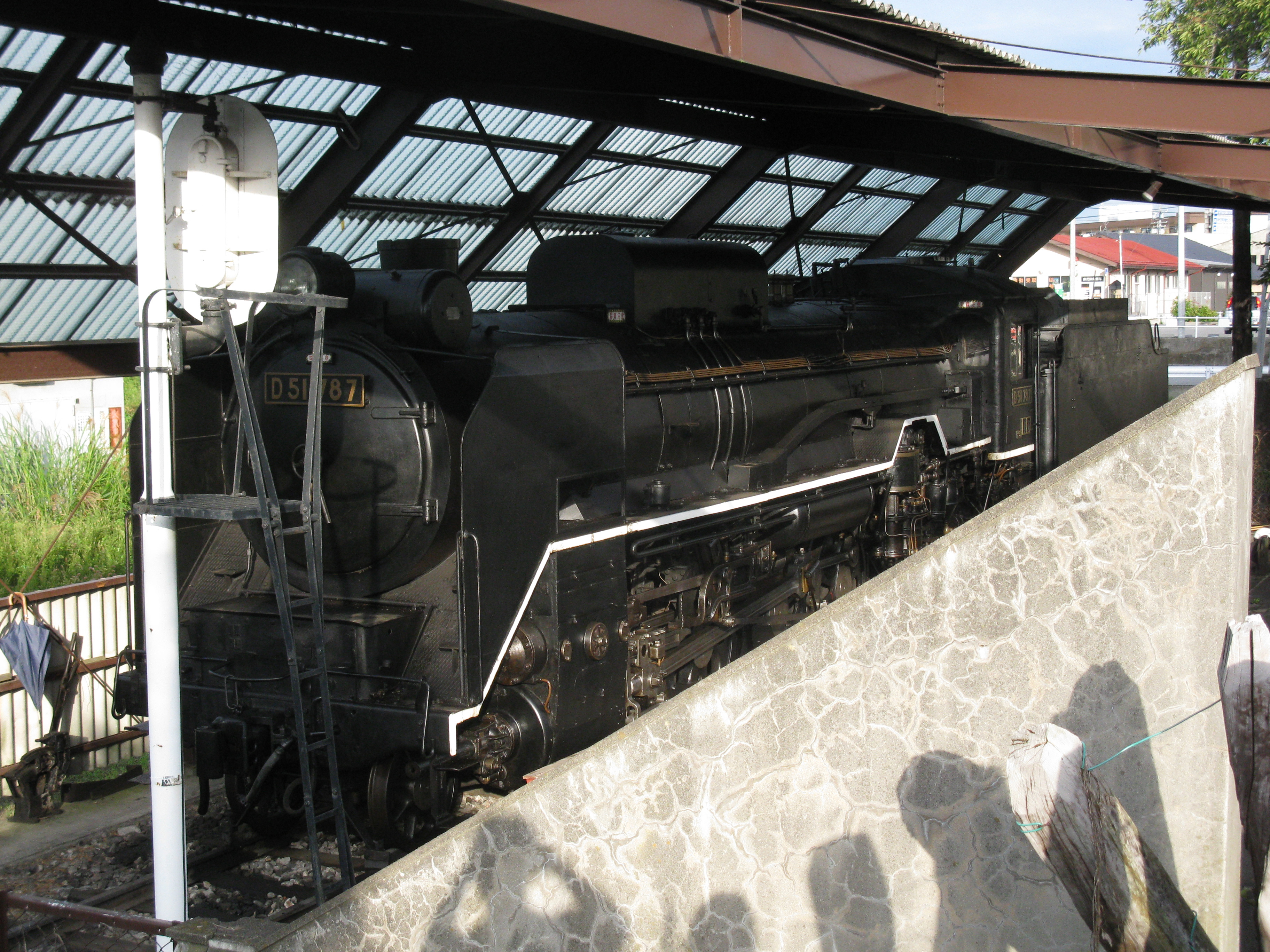
D51-787号機
汽車製造製の蒸気機関車。1943年から1971年にかけて活躍。走行距離187万5,071 km。

かつてのスイッチバック駅跡地は「御代田町交通記念館」となっており、かつて県内で使われた国鉄D51形蒸気機関車787号機が展示されている。この地では国鉄OBで圧縮空気を用いたSL動態保存の研究者恒松孝仁によって整備・研究された。現在は静態保存となり定期的にボランティア立ち会いの下で公開されている。。
- 佐久警察署御代田町交番
- 御代田町役場[1]
- 御代田郵便局
- 八十二銀行御代田支店
- 浅間縄文ミュージアム
- 御代田町立図書館
- 龍神の杜公園
- 御代田町立御代田中学校
- 関東地方整備局利根川水系砂防事務所浅間山出張所
- ヤッホーブルーイング御代田醸造所
- ツルヤ御代田ショッピングパーク
- 佐久スキーガーデンパラダ

## バス路線
「御代田駅」停留所より、以下の路線バスや高速バスが発着する。
- 千曲バス
  - 佐久御代田線：岩村田駅前・浅間総合病院
- 西武観光バス・千曲バス
  - 高速バス「池袋 - 軽井沢・佐久・小諸・上田線」：池袋駅東口

## その他
- 東信軽便鉄道（後の佐久鉄道）は明治45年の成立当初、現在の小海線の他に当駅から岩村田駅を経由し中津村に至る鉄道計画を持っていたが大正2年に中止となった[6]。

## 隣の駅
しなの鉄道
■しなの鉄道線
- 特別快速「軽井沢リゾート号」一部停車駅（下りのみ）、観光列車「ろくもん」停車駅

□快速
信濃追分駅 - 御代田駅 - 小諸駅
■普通
信濃追分駅 - 御代田駅 - 平原駅

### 記事本文
1. 1 2 3 4 5 6 7 8 9 10 11 12  信濃毎日新聞社出版部『長野県鉄道全駅 増補改訂版』信濃毎日新聞社、2011年7月24日、241頁。ISBN 9784784071647。
2. 1 2 3  石野哲（編）『停車場変遷大事典 国鉄・JR編 Ⅱ』（初版）JTB、1998年10月1日、576頁。ISBN 978-4-533-02980-6。
3. 1 2 3 4  長野鉄道管理局 編『写真でつづる長野鉄道管理局の歩み』長野鉄道管理局、1987年3月10日、362頁。
4. ↑  “しなの鉄道全線への「Suica」導入について”.   しなの鉄道. 2025年2月27日閲覧。
5. 1 2  “鉄道を知る”.   御代田町観光協会. 2020年4月25日閲覧。
6. ↑  http://www2.odn.ne.jp/asamamuseum/pages/miyotaeki.html

### 利用状況
御代田町統計書
1. 1 2  “御代田町統計書 令和4年度作成版” (PDF). p. 55. 2023年11月10日時点のオリジナルよりアーカイブ。2023年11月11日閲覧。